# Kortörad gransork
Kortörad gransork (Microtus subterraneus) är en däggdjursart som först beskrevs av Selys-Longchamps 1836.  Den ingår i släktet åkersorkar, och familjen hamsterartade gnagare. Inga underarter finns listade.

## Beskrivning
En gransork med mörkgrå till gulbrun ryggpäls som gradvis övergår till rent grå på buken. Även den tämligen korta svansen är otydligt tvåfärgad. Kroppslängden varierar från 7,5 till 11 cm exklusive den 2,5 till 3,5 cm långa svansen. Som alla gransorkar har den en cylindrisk kroppsform med små ögon. Speciellt hos denna art är öronen mycket små och nästan helt dolda i pälsen.

## Ekologi
En nattaktiv, övervägande underjordiskt levande gransork som bygger omfattande tunnelsystem av gräs och mossa. Födan består till stor del av underjordiska växtdelar som rötter, jordstammar och lökar; den kan emellertid även äta gröna växtdelar. Den kortörade gransorken förekommer i många olika habitat, som skogsbryn, gläntor, speciellt i lövskog, ängar samt klippterräng upp till 2 300 m (dock inte gärna över trädgränsen). Den föredrar kraftiga jordlager, gärna med en viss fuktighet, även om den också förekommer på torra marker.

### Fortplantning
Parningstiden infaller vanligen mellan april och oktober, även om arten kan para sig också under andra månader. Honan får mellan 2 och 9 kullar årligen; de 2 till 3 ungarna föds efter en dräktighet på 21 dagar, och är könsmogna efter ungefär 2 månader.

## Utbredning
Artens utbredningsområde sträcker sig från Frankrike (med undantag för den sydligaste delen) i väster över Centraleuropa till västra Ryssland i öster och nordvästra Turkiet i sydöst. Isolat finns även i Estland och Sankt Petersburgområdet i Ryssland.

## Status
IUCN kategoriserar arten globalt som livskraftig. Arten är vanlig och ohotad i hela utbredningsområdet, och trots fluktuationer förefaller populationen vara stabil.